# 郭资
郭资（1361年—1434年），字存仁，中書省廣平路武安縣（今河北武安）人。明朝政治人物。

## 生平
洪武十八年（1385年），郭資中式乙丑科三甲進士。选庶吉士，改户部主事，擢礼部员外郎、都察院左佥都御史，因事谪户部主事，升北平左布政使，暗中辅佐燕王朱棣，燕王起兵，郭資与左参政孙愉率先投靠，并提供军饷。郭資任北平布政使時，即深得燕王信賴，靖難初期，郭資留守北平，募兵運餉，百費所需，未曾有誤。朱棣常对人说：“资，朕之萧何也。”
永樂年间，升任北京户部尚书，加太子太师。宣德年间，再任户部尚书。郭资年近古稀，坐署办公，寒暑不废，百事亲断，時有“岁寒松柏，愈老愈劲”之美称。卒谥忠襄。
郭資曾拒绝两位皇帝未经他同意而发布的临时蠲租赋的诏令。杨士奇評價郭資：“资性强毅，人不能干以私。然蠲租诏数下不奉行，使陛下恩泽不流者，资也。”

## 延伸阅读
[在维基数据编辑]
 《明史卷一百五十一》，出自《明史》